# Paddtjärnen (Grythyttans socken, Västmanland, 661090-143751)
Paddtjärnen är en sjö i Hällefors kommun i Västmanland och ingår i Göta älvs huvudavrinningsområde.